# Bratislavská radiála
Bratislavská radiála je plánovaná silniční radiála v Brně, která má redukovat přetíženou silniční dopravu v městské čtvrti Komárov.

## Základní informace
Úvahy o tzv. Bratislavské radiále se upřesňují již více než 50 let:
- v roce 1970 byla v územním plánu města Brna navrhována radiála jako sběrná komunikace kategorie A1 v trase dálnice D2 – Černovická – Dornych – Zvonařka,
- v roce 1980 územní plán Brna radiálu řešil jako sběrnou komunikaci kategorie B v trase dálnice D2 – Černovická – Klíčová, už bez magistrály Zvonařka – Sportovní,
- v roce 1994 územní plán radiálu určil jako sběrnou komunikaci kategorie A v trase dálnice D2 – Černovická, oproti předchozímu plánu byla opět zkrácena,
- v roce 2014 vypracovala Projektová kancelář Ossendorf technickou studii, kde trasa je Mimoúrovňová křižovatka (MÚK) Brno-jih – MÚK Hněvkovského (deltovitého typu), a pokračuje protisměrnými oblouky podél řeky Svitavy po terénu.[2][3]